# Liebesurlaub einer Königin
Liebesurlaub einer Königin ist ein US-amerikanisches Stummfilmdrama aus dem Jahr 1924 von Alan Crosland mit Aileen Pringle und Conrad Nagel in den Hauptrollen. Der Film wurde von der Goldwyn Picture Corporation produziert und basiert auf dem Roman Three Weeks von Elinor Glyn.

## Handlung

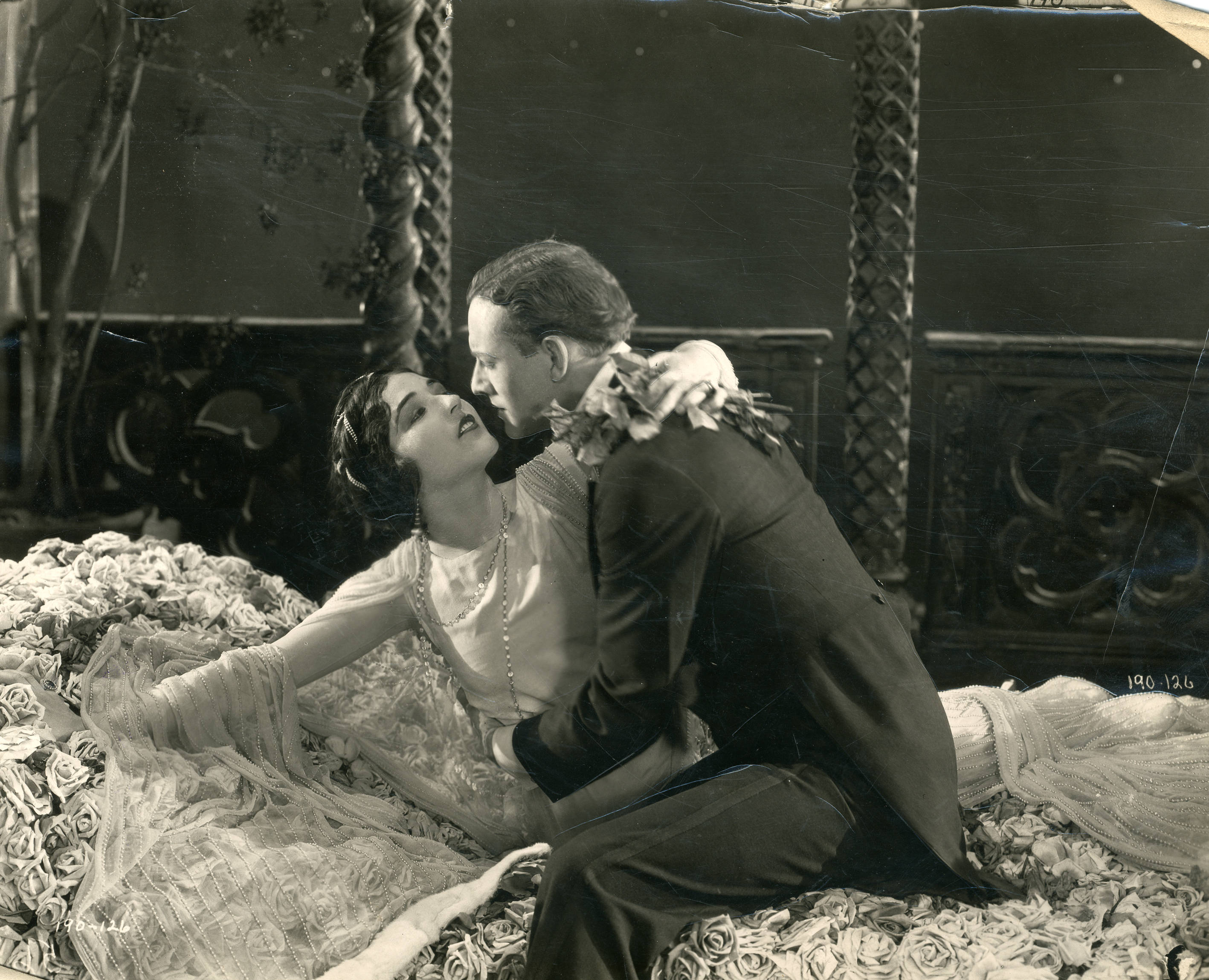
Aileen Pringle und Conrad Nagel

Die Königin des kleinen europäischen Reiches Sardalia ist angewidert von den Ausschweifungen des Königs und zieht sich in die Schweiz zurück. Dort verliebt sie sich in Paul Verdayne, einen jungen, aristokratischen Briten. Sie machen Urlaub in Venedig, trennen sich jedoch, als Pauls Leben von den Handlangern des Königs bedroht wird. Ihre Leidenschaft bleibt stark, drei Jahre später lässt die Königin Paul holen. Der König entdeckt dieses Treffen und tötet sie in einem Anfall von Eifersucht. Jahre später nach dem Tod des Königs kehrt Paul nach Sardalia zurück, um der Krönung seines Sohnes zum neuen König von Sardalia beizuwohnen. Dabei schwelgt er in Erinnerungen an seine große Liebe zur Königin.

## Hintergrund
Am 1. September 1923 wurde berichtet, dass Regisseur Alan Crosland zur Vorbereitung von des Films, dessen Dreharbeiten bald beginnen sollten, nach Drehorten im kalifornischen Big Bear Lake suchte.
Cedric Gibbons war für das Szenenbild zuständig.

## Veröffentlichung
Die Premiere des Films fand am 10. Februar 1924 statt. Im Januar 1925 kam er im Deutschen Reich in die Kinos.

## Kritiken
Der Kritiker des Exhibitor’s Herald lobte die gute Regie und Aileen Pringles klare und scharfe Darstellung, die den Film zu einem delikaten Porträt einer wunderschönen Leidenschaft mache. Ähnlich sah es C. S. Newell in der Motion Picture World, der Regisseur Crosland und Aileen Pringle bescheinigte, den Film trotz der gewagten Geschichte zu einer schönen Geschichte über eine große Liebe gemacht zu haben.
Im Magazin The Film Daily wurde der Film als insgesamt bildlich großartig beschrieben. Wer hingegen Sensationen erwarte, werde wahrscheinlich enttäuscht sein. Die Episode sei nicht das, was sie verspreche.

## Auszeichnungen
1924 wurde der Film mit zwei Photoplay Awards für den Monat April ausgezeichnet: als bester Film und John Sainpolis als bester Darsteller.